# イタリカ

イタリカ (Italika) は、メキシコを拠点とするオートバイ製造販売会社、およびそのブランドである。
2014年には40万台のオートバイを売り上げた。メキシコシティ近隣のトルーカに生産拠点および、部品倉庫が存在する。
イタリカのオートバイは赤、黒、銀灰色のみで構成されている。ただし、スクーターおよびATV車では別の配色パターンもある。

## 車種
イタリカは少なくとも5車種の公道仕様車を販売している。
- 90cc アンダーボーンモペッド及び、ステップスルースクーター
- 125cc ベスパスタイルのスクーター
- 125cc オートバイ
- 150cc オートバイ
- 250cc スポーツバイク

また、上記車種とは別にオフロード用ATV車の製造も行っている。